# St. Peter (Oberhaunstadt)
Die römisch-katholische Pfarrkirche St. Peter in Oberhaunstadt, einem Ortsteil der oberbayerischen Stadt Ingolstadt (Röntgenstraße 35), wurde zwischen 1968 und 1970 nach Plänen des Ingolstädter Architekten Josef Elfinger erbaut und steht unter Denkmalschutz. Es ist ein Bau der Nachkriegsmoderne.

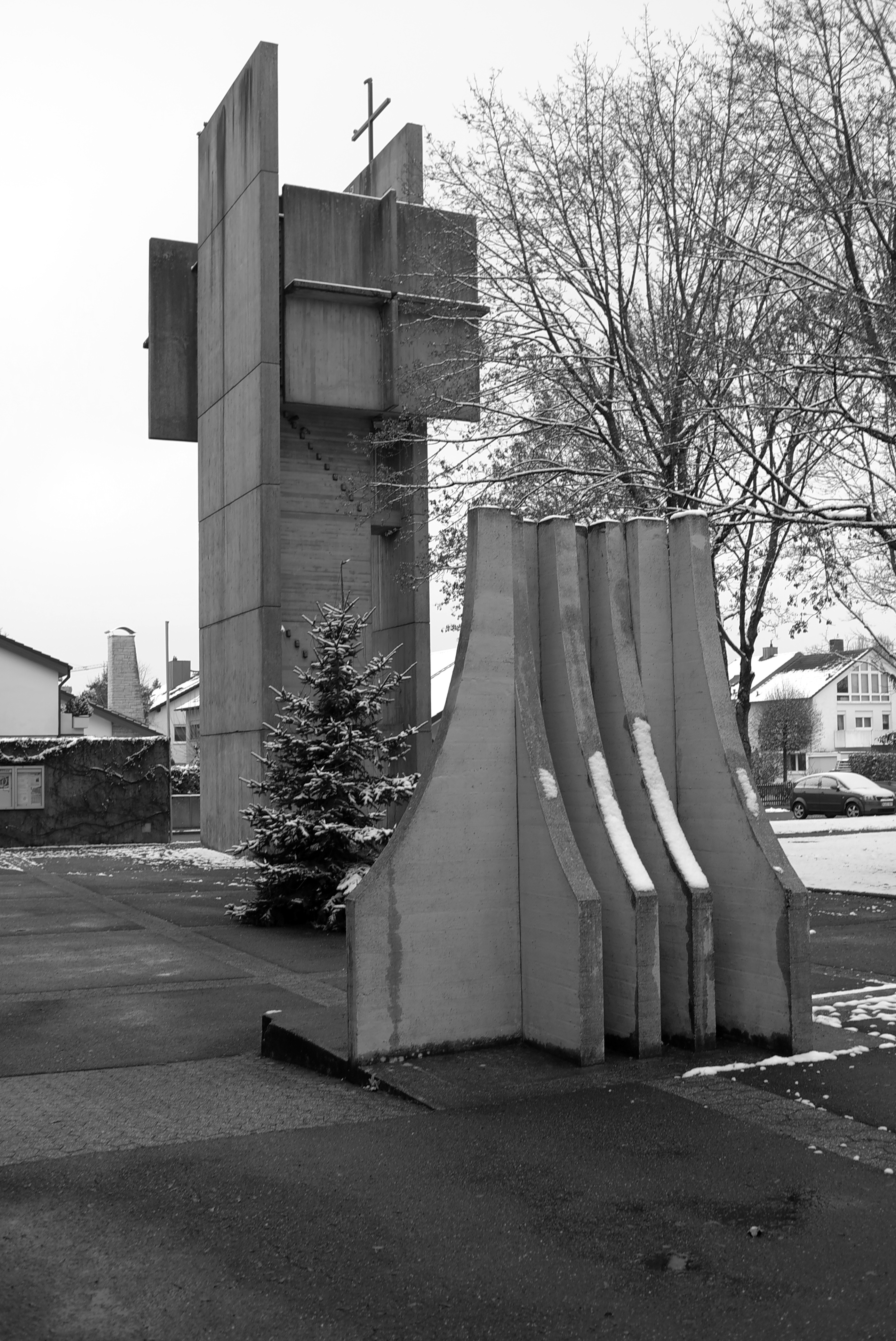
Felsen Petri und Glockenturm

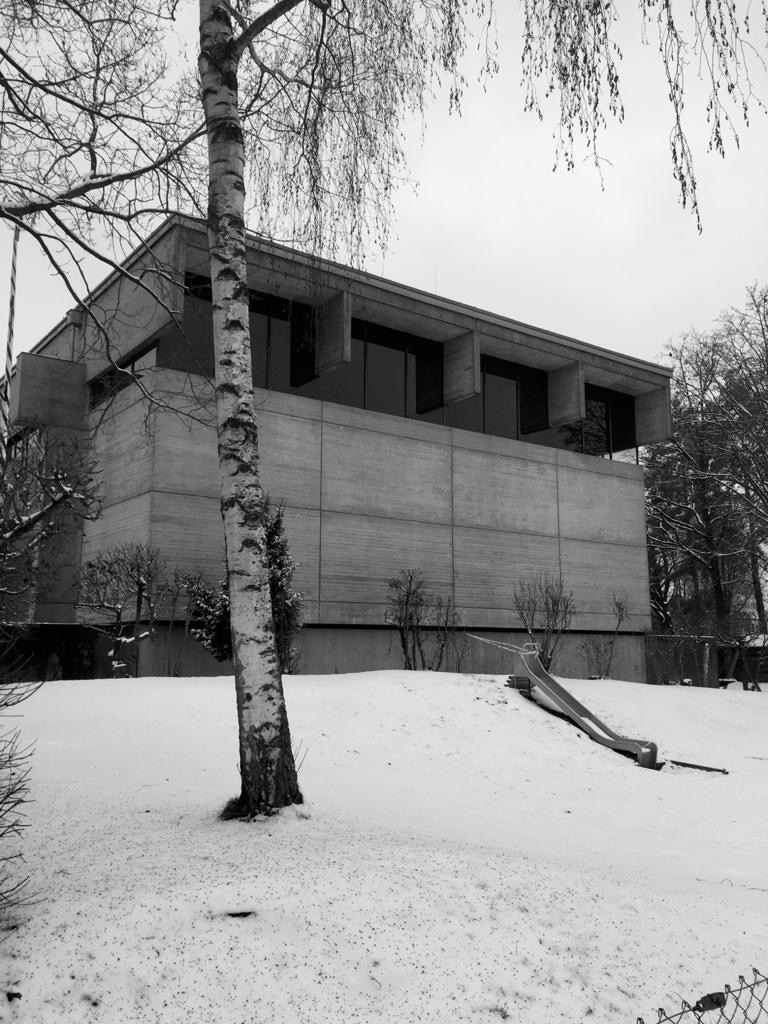
Seitenansicht

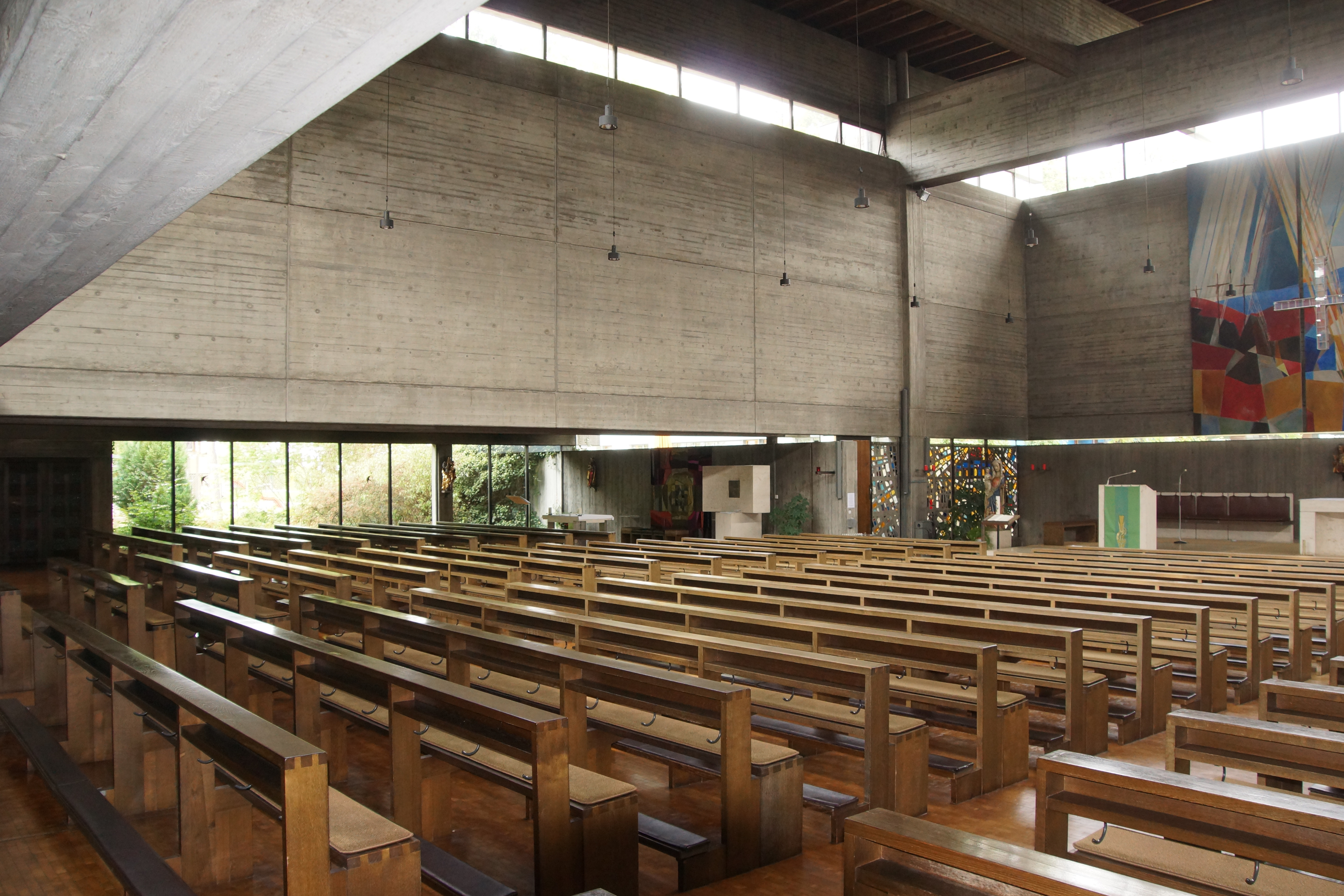
Innenraum (2018)

## Geschichte
Die Plan- und Modellstudien begannen im Juni 1967. Die Grundsteinlegung erfolgte am 24. November 1968.
Am 21. Dezember 1969 wurde die Kirche durch Bischof Alois Brem geweiht. Am 3. Februar 1970 wurde die Pfarrei errichtet und Alfons Riehl zum ersten Pfarrer der Kirche ernannt. Nach Fertigstellung der Kirche 1970 wurde im selbigen Jahr das Ensemble mit einem Pfarrheim und einem Pfarrhaus vollendet. Zum 1. Januar 2024 wurde die Pfarrei St. Willibald aufgelöst und das Gebiet St. Peter angegliedert.

## Architektur
Das Ensemble – bestehend aus Kirche, Pfarrheim, Pfarrhaus und Pfarrhof – gab der ab 1960 neu entstandenen Müllerbadsiedlung eine geistliche Mitte.
Der Hauptraum der Kirche wird von vier Stahlbetonstützen getragen. Die Umfassungsmauern „schweben“ in drei Meter Höhe über dem Boden. Wände bestehen aus Sichtbeton, der Boden aus braunem Eichenstirnholzpflaster und der Altar aus weißem Juramarmor. Das Betonrelief vom gebürtigen Oberhaunstädter Künstler Pius Eichlinger akzentuiert den Haupteingang.

## Projektbeteiligte
- Architekt: Josef Elfinger, Ingolstadt
- Statiker: Sailer Stepan, München
- Felsen Petri, Betonrelief Kreuzigung Petri, Kreuzweg: Pius Eichlinger, Ingolstadt
- Altarinsel: Blasius Gerg, Glonn
- Altarbild: Oskar Koller
- Glasbilder: Alpheda Puluj-Hohenthal
- Wandbehang Seitenkapelle: Therese Elfinger
- Orgeln: Johannes Karl

## Denkmal
Das gesamte Ensemble der Pfarrkirche St. Peter steht unter Denkmalschutz und ist im Denkmalatlas des Bayerischen Landesamtes für Denkmalpflege und in der Liste der Baudenkmäler in Ingolstadt eingetragen.

## Orgeln

### Hauptorgel

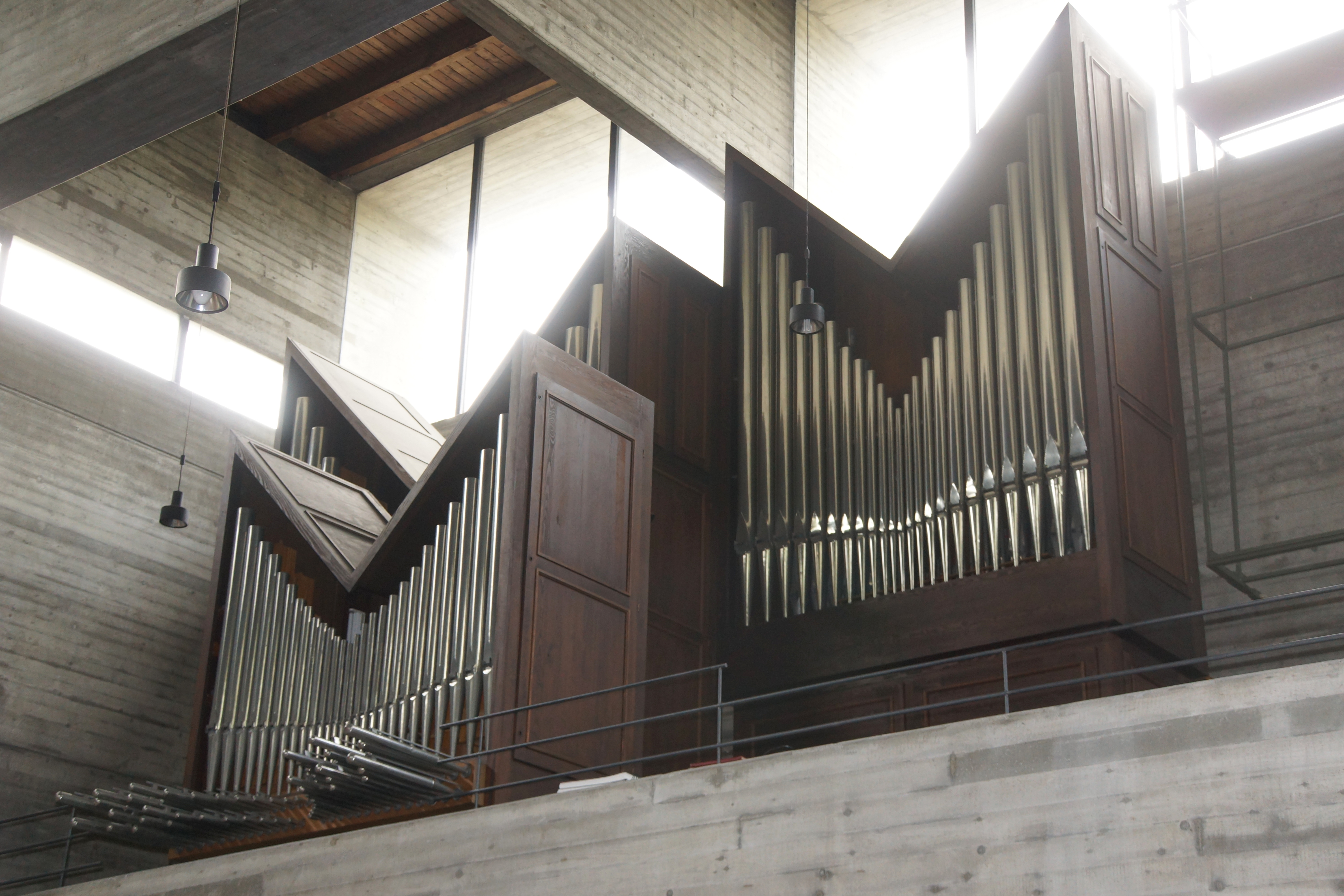
Hauptorgel

Die Orgel mit 16 Registern auf zwei Manualen und Pedal wurde 1974 von Johannes Karl erbaut. Die Disposition des rein mechanischen Schleifladen-Instruments lautet:
| I Rückpositiv C–a3 |       |
| Gedeckt            | 08′   |
| Hohlflöte          | 04′   |
| Prinzipal          | 02′   |
| Sesquialter II     |       |
| Quint              | 1 ⁄3′ |
| Cimbel             | 1⁄2′  |
| Dulcian            | 16′   |
| Tremulant          |       |

| II Oberwerk C–a3 |       |
| Prinzipal        | 8′    |
| Rohrflöte        | 8′    |
| Octav            | 4′    |
| Waldflöte        | 2′    |
| Mixtur           | 1 ⁄3′ |
| Trompete         | 8′    |

| Pedal C–f1 |     |
| Subbass    | 16′ |
| Oktavbass  | 08′ |
| Pommer     | 04′ |
| Piffaro II |     |
| Posaune    | 16′ |

- Koppeln: II/I, I/P, II/P

### Orgelpositiv

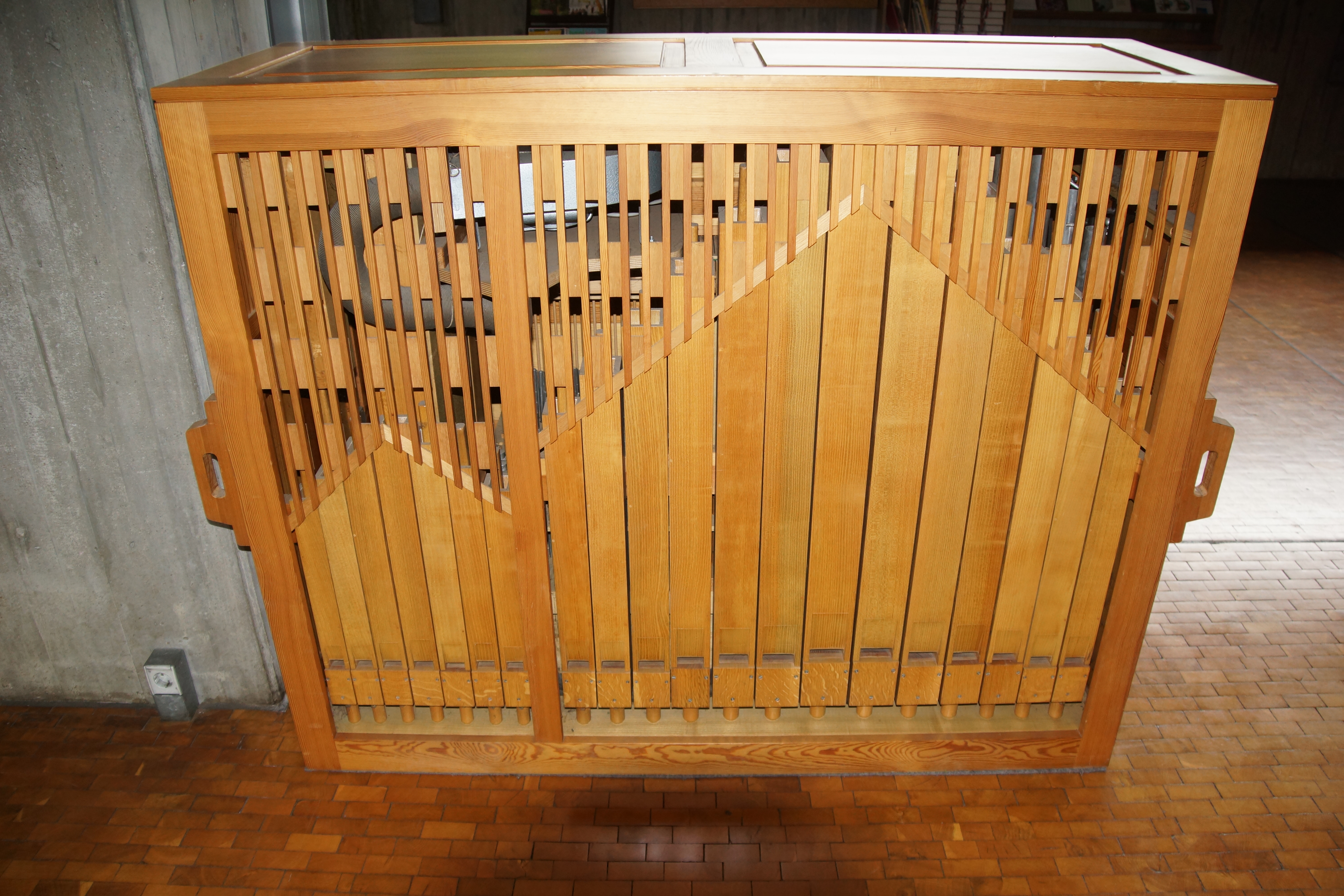
Orgelpositiv

Das Orgelpositiv in Form einer Truhenorgel ist das ältere Instrument der Kirche und wurde um 1970 ebenfalls von Johannes Karl erbaut. Die Disposition lautet:
| Manual C–a3 |     |
| Gedeckt     | 08′ |
| Rohrflöte   | 04′ |
| Prinzipal   | 02′ |
| Mixtur II   |     |

## Bilder

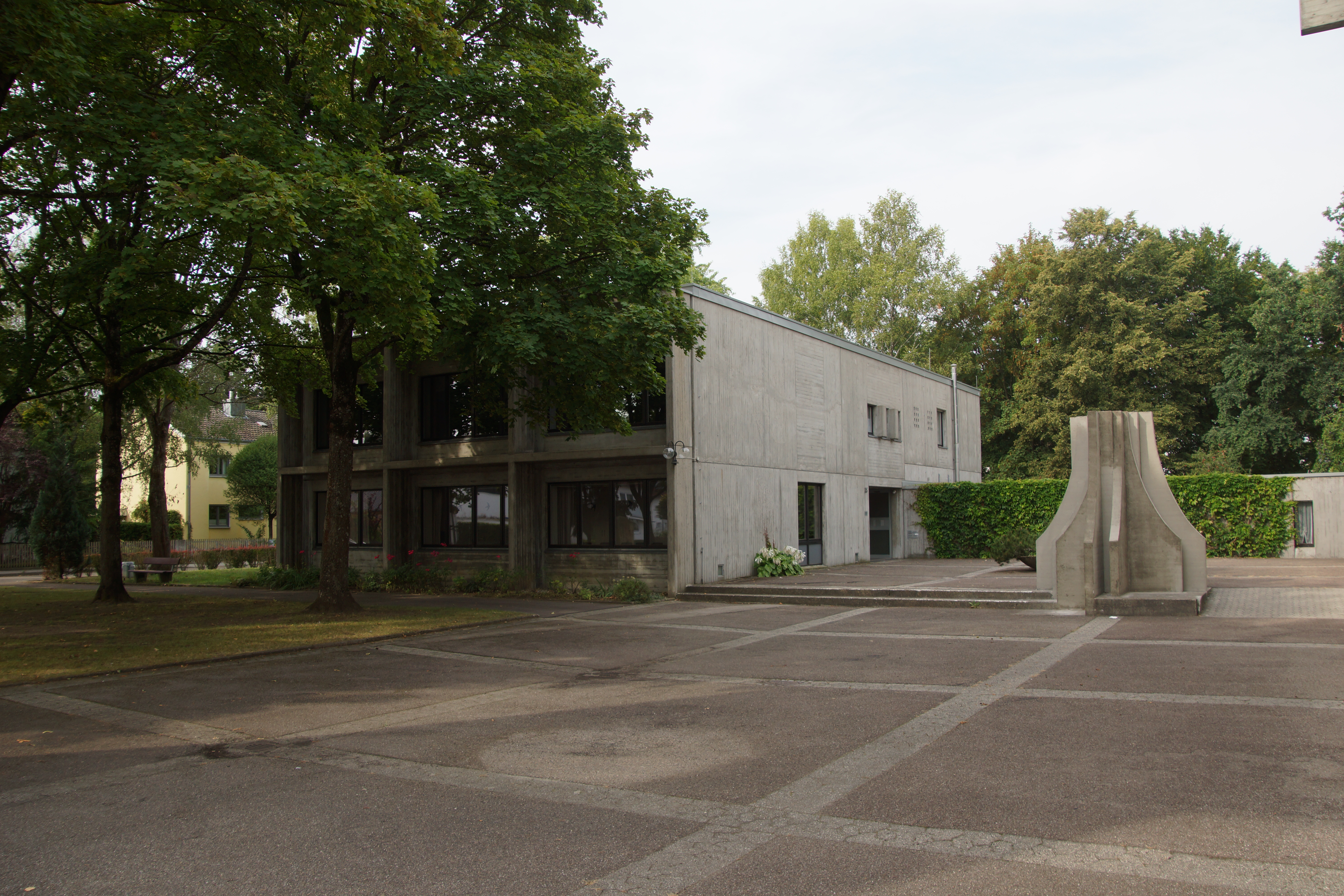
Pfarrhaus und Felsen Petri
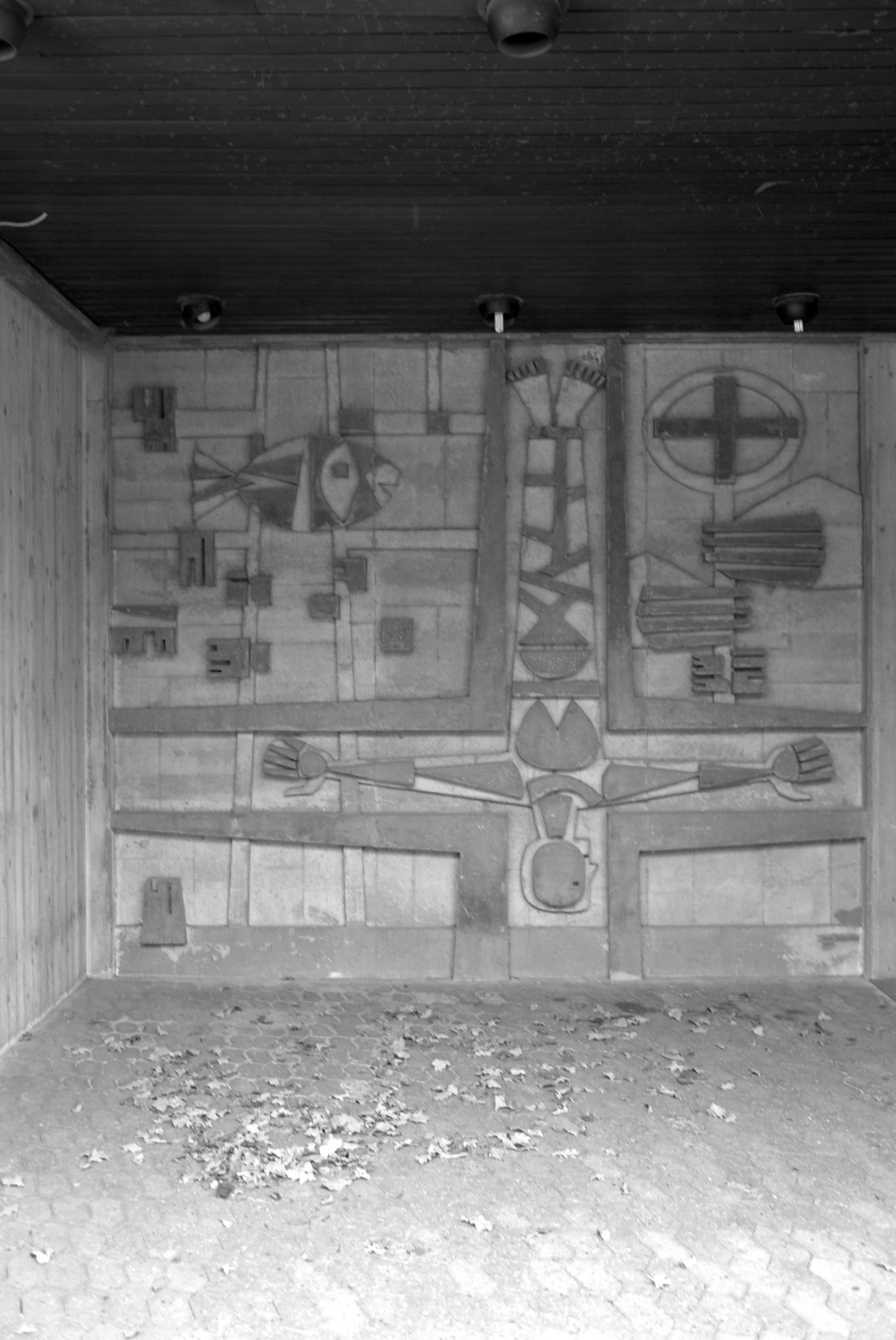
Betonrelief am Eingang

## Filmografie
- Im Porträt: Kirche St. Peter in Ingolstadt-Oberhaunstadt. YouTube-Kanal Bistum Eichstätt